# Gérard Coinçon
Gérard Coinçon est un footballeur et entraîneur français, né le 18 mars 1939 à Belfort.

## Biographie
En tant qu'attaquant, il participe avec la France aux Jeux olympiques 1960 à Rome. 
Il joue deux matchs sur trois, ratant le match contre la Hongrie. Il est titulaire contre le Pérou et contre l'Inde, inscrivant à la 82e minute un but permettant le match nul contre l'Inde (1-1). La France est éliminée dès le 1er tour.
Il joue dans différents clubs en France (AS Saint-Étienne, RC Strasbourg et Besançon RC) et en Suisse (FC Granges et FC Lugano), remportant une Coupe de la Ligue en 1964 avec le Racing Club de Strasbourg.
Il est entraîneur du Besançon RC et de l'ESA Brive, sans rien remporter avec ces clubs.

## Clubs

### En tant que joueur
- 1957-1961 :  AS Saint-Étienne
- 1961-1964 :  RC Strasbourg
- 1964-1968 :  FC Granges
- 1968-1970 :  FC Lugano
- 1970-1973 :  Besançon RC

### En tant qu'entraîneur
- 1974-1979 :  Besançon RC
- 1979-1983 :  ESA Brive
- 1983-1985 :  Le Touquet AC
- 1985-1988 :  Istres FC

## Palmarès
- Coupe de la Ligue française
  - Vainqueur en 1964 avec le RC Strasbourg
- Coupe de France
  - Finaliste en 1960 avec l'AS Saint-Étienne